# Филатов, Владимир Дмитриевич
Владимир Дмитриевич Филатов (6 мая 1949) — советский футболист, вратарь.

## Биография
Начал выступать на взрослом уровне в 1968 году в команде «Зарафшан» (Навои). За следующие пять сезонов провёл в её составе около 100 матчей.
В ходе сезона 1972 года перешёл в ведущую команду Узбекской ССР — «Пахтакор». В составе ташкентского клуба выступал в 1972 году в первой лиге, а с 1973 года — в высшей лиге. Дебютный матч на высшем уровне сыграл 28 октября 1973 года против луганской «Зари». В 1974—1975 годах был основным вратарём клуба, сыграв в каждом сезоне по 22 матча. В 1975 году принимал участие в победных матчах с киевским «Динамо» (1:0 на выезде и 5:0 дома), считающихся одними из лучших в истории клуба. Однако по итогам сезона-1975 «Пахтакор» вылетел из высшей лиги. В 1976 году Филатов оставался основным вратарём клуба в первой лиге, однако затем потерял место в составе. Всего в составе «Пахтакора» вратарь сыграл 74 матча в первенствах страны, из них 46 — в высшей лиге.
В 1978—1979 годах играл во второй лиге за «Пахтачи» (Гулистан), а в 1980—1984 годах провёл 163 матча в первой лиге за джизакскую команду «Бустон»/«Звезда» (ныне — «Согдиана»). Затем выступал во второй лиге за «Сохибкор» и ташкентский «Трактор». В составе «Сохибкора» дважды побеждал в зональном турнире второй лиги, а в составе «Трактора» в 1988 году стал обладателем Кубка Узбекской ССР.
В конце карьеры выступал за АПК (Азов) и любительские команды Ростовской области. В составе АПК стал обладателем Кубка РСФСР 1990 года, в составе команды «Горняк» (Горняцкий) в 1989 году — победитель зонального турнира первенства КФК РСФСР.